# The Embedding
The Embedding és una novel·la de ciència-ficció, escrita per Ian Watson i publicada l'any 1973. La història se centra en un experiment per investigar la cognició humana i la facultat lingüística. Paral·lelament, es narra la història d'una tribu l'idioma particular de la qual està amenaçat per un projecte arquitectònic a la selva del Brasil. L'obra va guanyar el Prix Apollo de l'any 1975.
El nom de la novel·la fa referència a un concepte lingüístic, "center embedding", que descriu un fenomen gramatical complex de recursivitat en el qual la inserció d'estructures ocorre en el centre de l'oració.

## Sinopsi
A Anglaterra, un professor de lingüística, Chris Sole, ensenya a un grup d'orfes, que està totalment aïllat del món exterior, un llenguatge artificial caracteritzat per una recursivitat.
De manera paral·lela, l'etnòleg francès Pierre Darriand, descobreix una tribu d'indis a Amazònia, la subsistència de la qual està amenaçada per la construcció d'un embassament. Aquests indis, els Xemahoa, parlen un llenguatge sagrat únicament comprensible sota els efectes d'una droga al·lucinògena.
En el desert de Nevada, els russos i els americans negocien secretament amb un grup d'extraterrestres, els Sp’thra. Aquests extraterrestres estarien disposats a intercanviar alguns coneixements científics valuosos sobre els viatges espacials a canvi d'informacions sobre els llenguatges parlats a Terra. En efecte, intenten realitzar una missió relacionada amb els llenguatges que seria la clau de l'alliberament de l'esperit.